# Augsburger Straße 1 (Landsberg am Lech)

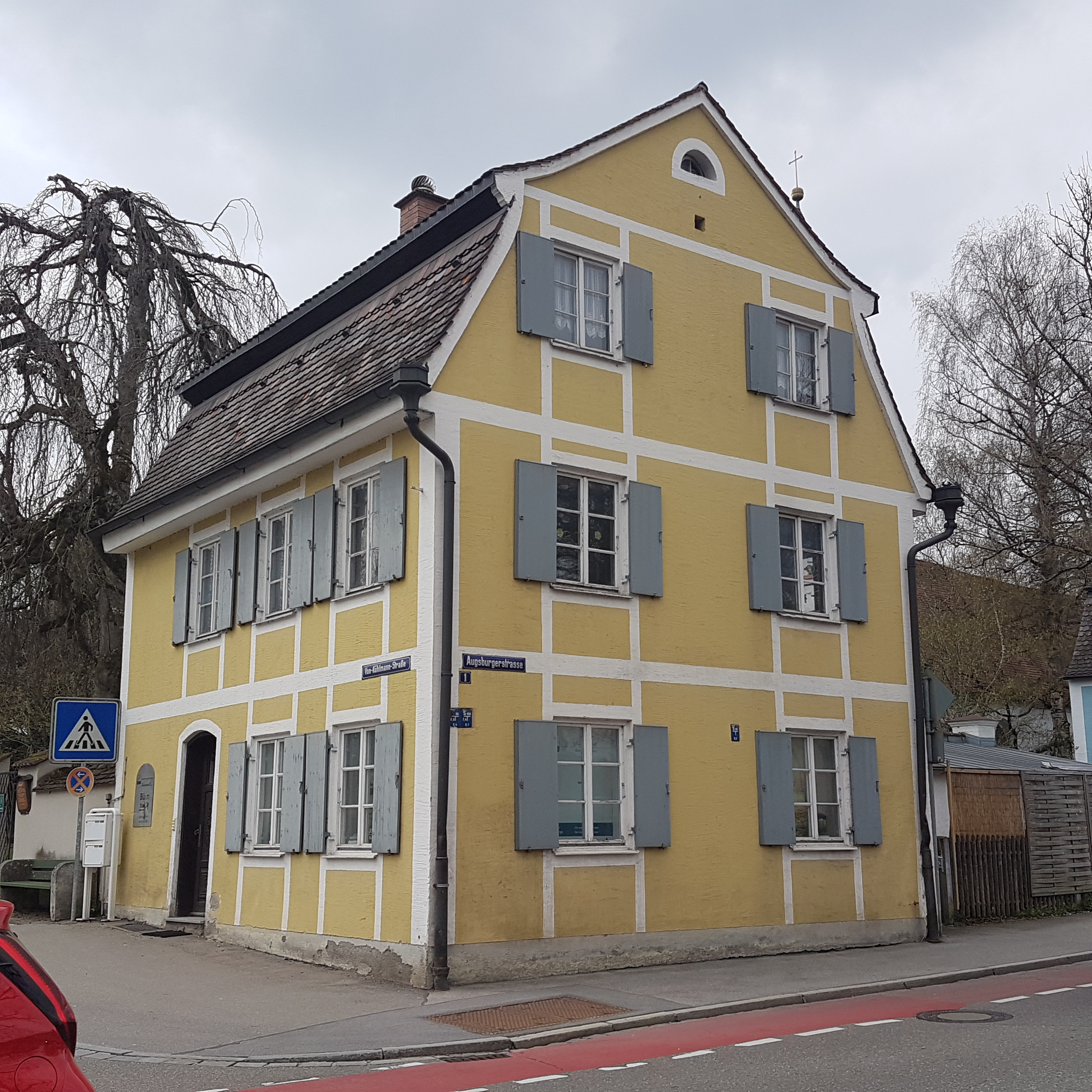
Haus Augsburger Straße 1 in Landsberg am Lech

Das Gebäude Augsburger Straße 1 in Landsberg am Lech, der Kreisstadt des oberbayerischen Landkreises Landsberg am Lech, wurde im Kern Ende des 18. bzw. Anfang des 19. Jahrhunderts erbaut. Das Wohnhaus mit zwei zu drei Fensterachsen an der Ecke zur Von-Kühlmann-Straße ist ein geschütztes Baudenkmal.

## Beschreibung
Der zweigeschossige Mansarddachbau in biedermeierlichen Formen bildet mit der Rückseite die Begrenzung des Dreifaltigkeitsfriedhofs. Im Jahr 1864 ließ der Wirt Joseph Müller, seit 1846 Besitzer des Anwesens, durch den Baumeister Johann Wolf ein zweites Stockwerk aufsetzten. Spätestens 1919 war das Haus im Besitz der Stadt, die es als Totengräberhaus nutzte.  
Die Giebelspitze wird durch eine halbrunde Lichtöffnung akzentuiert. Bei der Renovierung im Jahr 1958 wurden die Gliederungselemente wie Lisenen, Gurt- und Traufbänder aufgemalt. Der segmentbogenartige Hauseingang liegt an der südlichen Traufseite, das Türblatt mit vier Feldern besitzt zum Teil ein florales Schnitzornament. 
Im Inneren haben sich historische Details vom Umbau im Jahr 1864 erhalten, wie die halbgewendelte Treppe mit Stabgeländer und Vierfeldtüren mit Kastenschlössern.